# Alphonse Osbert

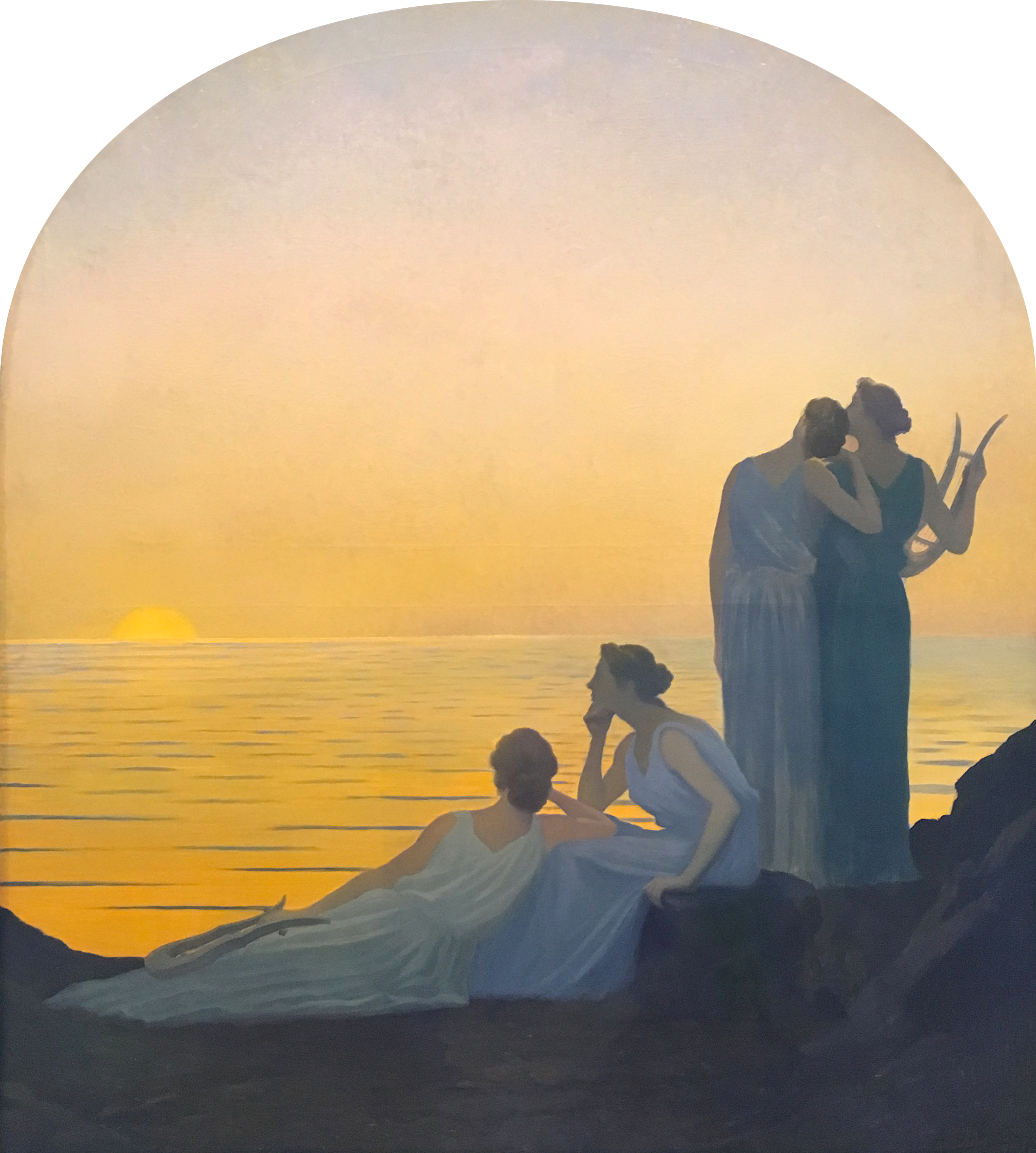
Tarde antigua (1908), Petit Palais, París

Alphonse Osbert (París, 23 de marzo de 1857-ibídem, 11 de agosto de 1939) fue un pintor simbolista francés. 

## Biografía
Estudió en la École nationale supérieure des beaux-arts de París, donde fue discípulo de Henri Lehmann, Léon Bonnat y Fernand Cormon. Su primer referente estilístico fue el Barroco español, especialmente José de Ribera. También recibió la influencia de Georges Seurat y Pierre Puvis de Chavannes. A través de su amigo el crítico Henry Degron entró en el círculo de Maurice Denis y los Nabis, y asistió con asiduidad a los salones de los Rosacruz.
La producción de Osbert se centró en un tipo de paisajes bucólicos y oníricos de tonalidades etéreas, con preferencia por el color azul y malva, poblado de figuras femeninas en actitud inmóvil, contemplativa. La mayoría de ocasiones estas figuras aluden a las Musas, vestidas con velos vaporosos y enmarcadas en paisajes idílicos, generalmente de ambientación crepuscular.